# Caudal Hills
Die Caudal Hills (englisch für Kaudalhügel) sind Hügel im ostantarktischen Viktorialand. Sie ragen zwischen den Sequence Hills und den Lichen Hills am Westrand des Rennick-Gletschers auf.
Die Nordgruppe der New Zealand Geological Survey Antarctic Expedition (1962–1963) kartierte sie und benannte sie nach ihren kaudal nach Norden sich erstreckenden Felsspornen.